# Hesychotypa magnifica
Hesychotypa magnifica är en skalbaggsart som beskrevs av Martins och Maria Helena M. Galileo 2007. Hesychotypa magnifica ingår i släktet Hesychotypa och familjen långhorningar. Inga underarter finns listade i Catalogue of Life.